# Phytosauria
Phytosauria („rostlinní ještěři“), někdy také zahrnovaní do čeledi Parasuchidae, byli rozsáhlou skupinou menších až obrovských obojživelných plazů, celkově značně podobných krokodýlům. Náležejí ale do kladu Pseudosuchia a nebyli tedy krokodýlům blízce příbuzní.

## Popis
Tito štíhlí predátoři s protáhlou tlamou žili v období svrchního triasu, asi před 240 až 200 miliony let. Druh Pachysuchus imperfectus z Číny byl dříve považován za fytosaura přežívajícího do rané jury, ukázalo se ale, že se ve skutečnosti jednalo o sauropodomorfního dinosaura.
Krokodýlům se fytosauři nejenom podobali, ale zřejmě žili také podobných způsobem života. Nebyli však tak dobře přizpůsobeni životu ve vodě jako současní krokodýli. Předchůdci krokodýlů v té době byli pohybliví běžci na suché zemi a svoji ekologickou roli sladkovodních predátorů zaujali až po vyhynutí fytosaurů v období počínající jury. Z hlediska funkčnosti jsou čelisti fytosaurů konvergentní s čelistmi dnešních gaviálů a úzkonosých krokodýlů.
Zástupci fytosauridů byli ve své době velmi rozšíření a jejich fosilie jsou dnes známé ze Severní Ameriky (zejména Alberta), Evropy, Indie, Maroka, Thajska a Madagaskaru. Největší zástupci mohli dosahovat délky kolem 12 metrů, obvykle však nepřerůstaly zhruba čtyřmetrovou délku.

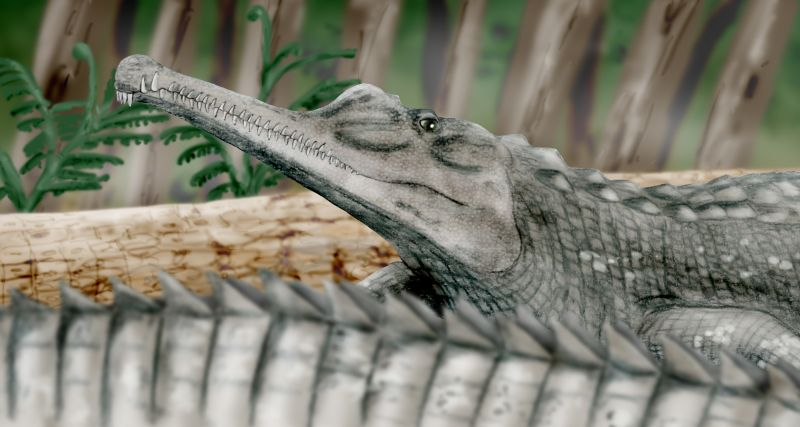
Angistorhinus, zástupce skupiny

Objevy z Indie (pozdně triasové souvrství Tiki) ukázaly, že mláďata těchto plazů žila pospolu v komunitách a rodiče se o ně pravděpodobně starali (chránili je a možná jim nosili potravu).

## Vyhynutí
Všichni nebo přinejmenším výrazná většina fytosaurů vyhynula v průběhu hromadného vymírání na přelomu triasu a jury v době před 201,3 miliony let. Přesné příčiny tohoto vymírání nejsou dosud známé, je ale jisté, že se jednalo o událost, díky které se dominantní formou suchozemských živočichů stali na dlouhou dobu 135 milionů let populární dinosauři.